# Corpos de Herring
Os Corpos de Herring, também chamados de corpos neurosecretores, são estruturas encontradas na hipófise posterior (neuro-hipófise) na histologia convencional, em regiões muito próximas aos capilares sanguineos. Quando observados no microscópio eletrônico, essas estruturas são identificadas como dilatações das terminações de axônios que contém uma grande quantidade de grânulos neurosecretores. Esses grânulos podem conter oxitocina ou o hormônio anti-diurético (ADH), sendo que cada axônio da neurohipófise secreta apenas um desses hormônios.
Funcionalmente, os corpos de Herring funcionam como uma reserva de vesículas dos respectivos hormônios, o que, entre outros fatores inerentes à ativação dessas células, permite que a secreção desses hormônios seja pulsátil e em quantidades maiores do que se poderia imaginar caso não houvesse o armazenamento dessas vesículas nas terminações axonais.